# 李鑑 (崇禎進士)
李鑑（？—1651年），四川成都府安縣人，明末清初政治人物。

## 生平
崇禎元年（1628年）戊辰科進士，崇禎二年（1629年）授直隸曲周縣知縣。崇禎四年（1631年）調順天府永清縣知縣。後曾分巡口北道。崇禎十五年（1642年）二月，任宣府巡撫、右僉都御史。
明亡仕清，復任宣府巡撫、右僉都御史。順治二年（1645年），升宣大總督、兵部右侍郎。順治五年（1648年），降寧夏巡撫、右副都御史。卒贈兵部左侍郎。